# Аніта Штудер
Аніта Штудер (нар. 26 лютого 1944 р.) — швейцарська екоактивістка, еколог (орнітологиня) та громадська діячка, бухгалтерка. Домоглася збереження 4500 гектарів лісу в Бразилії.

## Життєпис
Народилася в Брієнці. У 12 років переїхала з родиною до Женеви.
В 1976 році уперше відвідала Бразилію, щоб побачити її багату різноманітність птахів. Повернувшись, здобула ступінь магістра орнітології в Університеті Нансі. 
Заробляє на життя, працюючи бухгалтеркою у Женеві.

## Діяльність
В 1981 у Бразилії Штудер вперше побачила рідкісного малого щетинкопера (Anumara forbesi) у лісі Педра Тальяда в штаті Алагоас. Від наукового керівника Штудер дізналась, що птах був хорошим предметом для вивчення, але що ліс, його середовище проживання, зникне за дев'ять-десять років. Цей ліс вирубували для вирощування великої рогатої худоби та садіння цукрової тростини. Замість того, щоб вивчати птаха, Штудер вирішила врятувати ліс. Тому з 1980 року вона активно займається порятунком лісу на північному сході Бразилії.
Завдяки лобістській роботі Аніти Штудер 4500 гектарів лісу Педра Талхада оголошено федеральним заповідником. Штудер ініціювала висадку нових дерев – понад 800 га; для забезпечення біорізноманіття висаджені дерева включають низку корінних видів. До цих проєктів вона залучила місцевих дітей. Для збору коштів у Швейцарії заснувала асоціацію Nordesta, яка також профінансувала нові школи у місцевих селах. Аніта Штудер допомагала розвивати бізнес, щоб покращити місцеву економіку.
Наукова та природоохоронна діяльність Штудер включає:
- 2019: Підготовка до висадки 6 500 000-го дерев у Бразилії.
- 1989—2019: Технічна координація 15 тропічних університетських досліджень у галузях: подології, гідрології, ботаніки, ссавців, амфібій, риб, рептилій, черевоногих молюсків, комах, птахів.
- 1980—2019: Екоетологічні дослідження бразильських птахів: польове спостереження та аналіз поведінки для створення стратегій збереження.
- 2013 рік — Почесний професор Університетського фонду Ігуатами, FEVASF, MG Brazil.
- 2006—2014: Кампанія захисту хижаків і папуг в Амазонії.
- 2004 рік: Урочисте відкриття проєкту «Сонячне освітлення для 50 шкіл», штат Мараньян в Бразилії.
- 1994 рік: Дослідниця Національного музею, Ріо-де-Жанейро, Бразилія.[5]

## Відзнаки та висвітлення
Про ініціативи Аніти Штудер в Бразилії знято документальний фільм 1996 року «Мати-Ліс і вуличні діти» (написаний та спродюсований Девідом Мартінесом з Dreamtime Productions, показаний на Discovery Channel).
У 1990 році за роботу з охорони довкілля Штудер отримала нагороду Rolex Award for Enterprise.
На її честь названо вид жаби Dendropsophus studerae.